# 13달인 어느 해에
《13달인 어느 해에》(In Einem Jahr Mit 13 Monden, In A Year Of 13 Moons)는 독일(구 서독)에서 제작된 라이너 베르너 파스빈더 감독의 1978년 드라마 영화이다. 잉그리드 카벤 등이 주연으로 출연하였다.

## 출연

### 주연
- 잉그리드 카벤
- 고트프리드 존
- 볼커 스펜글러

### 조연
- 엘리자베스 트리센나
- 에바 마테스
- 군터 카우프만
- 릴로 펨페이트
- 이솔데 바스